# Château de Châteaubodeau
Le château de Châteaubodeau est situé au lieu-dit Château Bodeaux, sur la commune de Rougnat, dans le département de la Creuse, région Nouvelle-Aquitaine, en France.

## Historique
Le Château-Bodeau fut bâti au XVe siècle.
En 1991, le château et son parc servirent au tournage du film d'Alain Corneau: Tous les matins du monde.

### Famille de Châteaubodeau
Les de Châteaubodeau sont une famille originaire du bourbonnais (Allier, Puy-de-Dôme, Cher). Ce domaine est donc géographiquement l'un des plus méridionaux de la famille nord-auvergnate.
Au XVIe siècle, les Châteaubodeau sont liés par alliance aux Malleret, une autre famille disposant de terres en Creuse.

## Architecture
Les bâtiments du XVe siècle sont généralement bien conservés et son mur d'enceinte est toujours debout. Parmi les œuvres de maçonnerie caractéristiques, on notera : les mâchicoulis et marnières du pont-levis. 
À l'intérieur du corps de logis se trouvent de vastes salles et une grande cheminée en bois, sculptée vers 1650.
Peu de parties du château sont visibles de l’extérieur.

## Autres informations
Le château est bordé à environ 50 m sur toute sa face ouest par Le Cher.
Les bâtiments disposent également d'un bassin d'une quinzaine de mètres de longueur sur une dizaine de largeur.

### Pages externes
- Page généalogique d'une branche des De Châteaubodeau depuis 1806